# Lederwasch
Die Lederwasch waren eine Salzburger und z. T. steirische Maler-Familie des 17. bis 19. Jahrhunderts. Insgesamt 18 Maler dieser Familie sind bekannt. Angehörige der Familie fertigten Gemälde und Fassmalerarbeiten für die Kirche St. Leonhard ob Tamsweg. Die Familie lebte seit 1572 in Tamsweg, wo sie 1670 bis 1897 in St. Leonhard den Mesnerdienst versah. Gregor Lederwasch besaß das später als Rathaus genutzte Gebäude, von dem gesagt wurde, es sei „das schönste Haus in diesem Markte, und es ist schön auf dem Platze.“

## Mitglieder
Mitglieder der Familie sind:
- Aloys Lederwasch (* 1763), Maler und kurfürstlicher Mappierzimmerzeichner ⚭ im Mai 1805 mit Walburga (geborene Sichler, * 1768)[3]
- Barbara Lederwasch, eine Tochter von Gregor IV., heiratete am 25. Oktober 1757 den Bindermeister Jakob Ferner, Sohn des gleichnamigen Mitgründers der Vereinigten zu Tamsweg[4]
- Christof Lederwasch (1651–1705), war Hofmaler und Kammerdiener in Salzburg
- Gregor Lederwasch I. († 1695)
- Gregor Lederwasch II., Fassmaler (ca. 1668–1725[5])
- Gregor Lederwasch III. (1696–1740)
- Gregor Lederwasch IV. (1727–1792), war Maler und Geometer, er hinterließ 8 Kinder
- Gregor Lederwasch V. (1752–1819)
- Johann Chrysostomus Lederwasch (ca. 1653–1718[6], älterer Bruder von Gregor II.)
- Johann Lederwasch (1755–1827), war ein Maler in Murau
- Johann Michael Lederwasch († 1779[7]), Sohn des Johann (kein Künstler) und Enkel des Johann Chrysostomus
- Katharina Lederwasch, Tochter von Gregor IV. und Mutter des Landesverteidigers Jakob Strucker (1761–1924)
- Seraphin Lederwasch (* 1771[8]), jüngerer Bruder von Gregor V.